# Куланбай Копишев
Куланбай Алдонгарович Копишев (каз. Құланбай Көпішев; 15 марта 1913, Кулан-Кеткен, Сырдарьинская область — 2002) — казахский, советский поэт, журналист, переводчик, педагог.

## Шежире
Құланбай - Алдонғар — Сандыбай — Көпіш — Тайтік — Токсейіт — Қудайқул — Әлдеберлі — Келмембет (Сарқасқа) — Келдыбай — Бозғыл — Шөмекей

## Семья
- Жена Гульмария Айтмагамбетова
- Дочь Каламкас
- Сын Копишев Амантай Куланбаевич 30.07.1951
- Сын Копишев Ертай Куланбаевич 15.02.1954
- Внучка Аргинбаева Асель Амантаевна 24.03.1975
- Внук Копишев Айдар Амантаевич 23.10.1976
- Внук Копишев Эльдар Ертаевич 20.08.1981[3][4]
- Внук Копишев Ильяс Ертаевич 13.11.1982
- Внук Айжарыков Ерлан Маратович 21.05.1971
- Внучка Калыбекова Гульшат Маратовна 01.07.1966

## Биография
Родился в местности Кулан-Кеткен Кармакшинского района Кызылординской области. Окончил Шымкентский педагогический техникум, КазГУ, филологический факультет (совр. Казахский национальный университет имени аль-Фараби). Работал ответственным секретарем редакции журнала «Үгітші блокноты», заведующим сектором поэзии, старшим редактором издательства «Жазушы». Трудовую деятельность начал в 1931 году учителем. Участник Великой Отечественной войны. После демобилизации из рядов Советской Армии работал главным редактором литературно-драматического вещания радиокомитета Казахстана, секретарем республиканского журнала «Блокнот агитатора». С 1953 года он старший редактор издательства «Жазушы». Член КПСС
Первое стихотворение «Наша клятва» было опубликовано в областной газете «Екпінді». Первая книга рассказов К. Копишева «Маленький Даурен» вышла в 1955 году, а через два года издается сборник стихов «Бушует Сыр-Дарья» (каз. «Сыр толқыны»). Автор более 30 книг. На протяжении последних шести лет читатели познакомились со стихами и поэмами, вошедшими в книги «Оркен», «Напевы времени (Избранное)», «Мәуе», «Жылдар жырлайды», «Ержүрек», «Кезеңдер», «Жұлдыздар сөйлейді», «Өсиет», «Мой братик» (стихи для детей), «Отважные», «Отцовские объятия» и «Степной прибой» (на русском языке).
К. Копишев перевел на казахский язык много стихов А. С. Пушкина, М. Ю. Лермонтова, Т. Г. Шевченко, Г.Гуляма, И. Франко, А. Мицкевича и других поэтов, романы Д. Н. Мамина-Сибиряка «Приваловские миллионы» и В. Мелентьева «Трудный путь». Он соавтор перевода на казахский язык эпоса киргизского народа «Манас» и киргизских поэтов.
К. Копишев награжден орденом Красной Звезды и несколькими боевыми медалями.

## Знаменитые предки
- Бозгул батыр (Бозғүл (Бозғыл)) — батыр, бий. Происходил из рода Шомекей — Шомен — Каракесек — Алшын.[33]
- Келдибай батыр Бозгул батыр-би улы (Келдібай батыр Бозғүлұлы) — батыр. Происходил из рода Шөмекей — Шомен — Қаракесек — Алшын. [33] Шежіре: Келдібай-Бозғыл-Шөмекей.
- Келмембет батыр Келдибайулы (каз. Келмембет (Сарқасқа) батыр Келдібайұлы) (1648—1675) — батыр. Происходил из рода Бозғыл— Шөмекей.[33] Шежіре: Келмембет (Сарқасқа)-Келдібай-Бозғыл-Шөмекей.
- Алдеберли батыр Келмембетулы (Әлдеберлі батыр Келмембетұлы) (1673-?) — батыр. Происходил из рода Бозгул — Шөмекей.[33] Шежіре: Әлдеберлі-Келмембет (Сарқасқа)-Келдібай-Бозғыл-Шөмекей.
- Долда батыр — батыр. Происходил из рода Тоқсеіт — Сарқасқа — Бозғыл— Шөмекей. Жил в XIX веке.[33] Шежіре: Долда-..-Токсейіт — Қудайқул- Әлдеберлі-Келмембет (Сарқасқа)-Келдібай-Бозғыл-Шөмекей

## Награды и звания
Орден Красной Звезды
Почетная грамота Верховного Совета Казахской ССР

## Трудовая деятельность
Учитель математики
«Жауға қарсы аттан» («Вперед на врага») — газета 1-го Прибалтийского фронта. Выходила в 1944—1945 годах.
Директор школы
Ответственный секретарь редакции журнала «Үгітші блокноты»
Заведующий сектором поэзии, старший редактор издательства «Жазушы»
Член союза писателей Казахстана

## Список произведений
Напевы времен: Стихи и поэмы — 1988. Пер. с каз
Степной прибой: Стихи — 1969. Пер. с каз Н. Душкина
Каһармандар («Сквозь грозовые тучи»), изд. Казахстан, Алма-Ата, 1981
Сквозь грозовые тучи: [Очерки о подвиге воинов нац. 101-й отд. стрелковой бригады]
Аркалык: Стихи // Казахстанская правда. — 1972.- 18 июня
Тепло твоих рук — Алма-Ата : Жалын, 1984.
Щедрость: Стихи ; Пер. с каз. Н.Душкин // Казахстанская правда. — 1968.- 16 нояб
«Сыр толқыны»
«Өркен»
«Мәуе»
«Жылдар жырлайды»
«Ержүрек»
«Кезеңдер»
«Жұлдыздар сөйлейді»
«Өсиет»